# Henri Jean Saint-Ange Chasselat
Pour les articles homonymes, voir Chasselat.
Henri Jean Saint-Ange Chasselat, né le 1er février 1813 à Paris où il est mort le 29 mars 1880, est un peintre français.

## Biographie
Henri Jean Saint-Ange Chasselat est le fils de Charles-Abraham Chasselat, artiste peintre, et de Victorine Jeanne Lataille.
Élève de Guillaume Guillon Lethière, il expose au Salon de 1831 à 1879.
Il épouse Gérarda Joanna Jacoba Boon-van-Ostade (1815-1883).
Il meurt à son domicile de la rue de l'Abbaye, à l'âge de 67 ans. Il est inhumé le 31 mars 1880 au cimetière du Père-Lachaise.

## Œuvres exposées aux Salons parisiens
(sauf mention)
- Vue de la Sainte-Beaume ; site de Provence, au Salon de 1831
- Portrait de M. C., au Salon de 1833
- Portrait de Mme G., au Salon de 1833
- Mlle de P., au Salon de 1834
- Portrait de M. Meifred, professeur au Conservatoire, au Salon de 1834
- Un jour d'aumône à la Chartreuse, au Salon de 1834
- Halte des Pecorari de la forêt de Nettuno (campagne de Rome), au Salon de 1836
- Intérieur de l'église de Saint-Benoît, à Soubiaco (campagne de Rome), au Salon de 1836
- La sieste d'une famille de pêcheurs dans l'île de Capri (royaume de Naples), au Salon de 1836
- Abreuvoir de la campagne de Rome, au Salon de 1837
- Église de Saint-Maclou, à Rouen, au Salon de 1837, aquarelle
- Halte des Pecorari de la forêt de Nettuno (Campagne de Rome), au Salon de 1837 (Douai)
- Promenade d'un cardinal dans sa villa, au Salon de 1837
- Réception de Henri III à Venise, au Salon de 1837
- Repos de pêcheurs, et vue de la ville d'Amalfi, au Salon de 1837 (Douai)
- Abreuvoir dans la campagne de Rome, au Salon de 1838 (Arras)
- Costume grec, au Salon de 1838, aquarelle
- Intérieur de cour d’une maison de pêcheurs dans l’île de Capri (royaume de Naples), au Salon de 1838 (Arras)
- La lettre de recommandation au père capucin du couvent de Sorrente, au Salon de 1838
- Vue de la terrasse d'une maison de pêcheurs de l'île de Capri, au Salon de 1838, aquarelle
- La petite chapelle de la Fête-Dieu, au Salon de 1839
- Le jour du paiement des redevances dans un couvent de Dominicains, au Salon de 1839
- L'enterrement d’un père de famille dans un cimetière de village, au Salon de 1839
- Famille napolitaine assaillie par un buffle, au Salon de 1841
- Les plaisirs de l'été au lac d'Albano, au Salon de 1841
- Saint Jean-Baptiste prêchant dans le désert, au Salon de 1841
- Assemblée de protestants dans les Cévennes, au Salon de 1842
- Portraits d'enfants, au Salon de 1842
- Baptême dans les Cévennes, au Salon de 1844
- Le déjeuner [sic] des canards, au Salon de 1844
- Lecture de la Bible dans une famille hollandaise, au Salon de 1844
- Halte de Picorari dans la forêt de Nettune, au Salon de 1845 (Toulouse)
- Le retour de la chasse dans une famille hollandaise, au Salon de 1845
- Le déjeuner des canards, au Salon de 1845 (Boulogne-sur-Mer)
- Le retour de la chasse dans une famille Hollandaise, au Salon de 1845 (Boulogne-sur-Mer)
- Sainte Catherine de Gênes, au Salon de 1845
- Jeune fille, au Salon de 1846
- Mère, au Salon de 1846
- Sortie de l'église, au Salon de 1846
- Vue du golfe de Naples, aquarelle, au Salon de 1846 (Douai)
- L'été ; étude de fruits, au Salon de 1849
- La peine du talion, au Salon de 1849
- Le martyre d'Etienne, premier pape, au Salon de 1849
- Le printemps, au Salon de 1849
- Le soir ; souvenir du golfe de Naples ; le matin ; vendanges au golfe de Naples, au Salon de 1849
- L’automne ; étude de gibier, au Salon de 1849
- Une victime, au Salon de 1849
- Après l'orage, au Salon de 1850
- Jeune fille, au Salon de 1850
- L'abri, au Salon de 1850
- Le passage de la Loire après la défaite de l'armée vendéenne / (Sujet tiré des Guerres de l’Ouest, par M. Théodore Muret), au Salon de 1857
- L’'Automne, au Salon de 1857
- L'Eté, au Salon de 1857
- Chasse au faucon, au Salon de 1861
- Chasse au sanglier, au Salon de 1861
- L'été, au Salon de 1861
- L'hiver, au Salon de 1861
- César apaisant une révolte des Bretons, au Salon de 1864
- Hallali dans la Seine à Champrosey (Seine-et-Oise), au Salon de 1864
- Don Juan reconnu par ses victimes, au Salon de 1865
- Le génie des Arts, accompagné de la Musique et de la Poésie, s'appuie sur la Peinture, au Salon de 1865
- Les Bretons s'étant révoltés contre la domination romaine, César veut de nouveau les soumettre	1865 (Toulouse)
- Triptyque / Le Dévouement de la Foi / L’Impuissance de la science / L’Egoïsme de la Volupté, au Salon de 1865, dessin
- Venise d'aujourd'hui, au Salon de 1866
- Venise d'autrefois, au Salon de 1866
- Abd-el-Kader, après avoir recueilli les familles chrétiennes pendant les massacres de Syrie, leur distribue des secours, au Salon de 1867
- Retour de chasse au faucon, au Salon de 1867
- La peinture ; panneau décoratif, au Salon de 1868
- La Musique, au Salon de 1869
- La Peinture, au Salon de 1869
- Ecce homo, au Salon de 1870
- Mater dolorosa, au Salon de 1870
- Chrétiens surpris dans les catacombes de Sainte-Lucie, à Naples, au Salon de 1875
- Sortie d'une réception, à Venise, au Salon de 1875, aquarelle
- Tibère fait précipiter des chrétiens du haut des rochers de Capri, au Salon de 1875
- Un lavoir, dans la campagne de Rome, au Salon de 1875, aquarelle
- François Ier chez André Férare, au Salon de 1879
- Mazarin et ses nièces avec des marchands italiens, au Salon de 1879